# Christian Orth (Journalist)
Christian Orth (* 15. September 1991 in Augsburg) ist ein deutscher Journalist und Rundfunkmoderator. Er arbeitet als Redakteur und Moderator beim Bayerischen Rundfunk.

## Leben
Christian Orth wuchs in Aichach auf. Nach dem Abitur studierte er Politikwissenschaft und Kommunikationswissenschaft an der Ludwig-Maximilians-Universität München. Bereits während des Studiums arbeitete er als freier Mitarbeiter für lokale Radiosender, darunter M94.5, ab 2015 auch für den Bayerischen Rundfunk. Nach dem Master-Abschluss absolvierte er ein Volontariat und arbeitet seit 2019 als Reporter und Moderator für den BR.
Im Rahmen einer Formatentwicklung hatte er die Idee für das YouTube-Format Lohnt sich das?, in dem Menschen aus verschiedenen Berufen offen über Geld sprechen. Das Format wurde 2020 mit dem Bremer Fernsehpreis ausgezeichnet.
Orth moderiert regelmäßig Livestreams und verschiedene Radiosendungen bei BR24. Zur Bundestagswahl 2021 startete er den Podcast Bundestacheles, in dem Bundestagsabgeordnete wie Stephan Pilsinger (CSU) oder Dieter Janecek (Bündnis 90/Die Grünen) ausführliche Einblicke in das Leben als Bundestagsabgeordnete geben.

## Ehrungen und Auszeichnungen
- 2020: Medium Magazin Top 30 bis 30.[8]
- 2020: Friedrich-Wilhelm-Raiffeisen-Preis für Die Unsichtbaren – Bulgarische Wanderarbeiter in Deutschland (BR Fernsehen)[9]
- 2021: BJV-Wettbewerb zum Tag der Pressefreiheit (2. Platz) für Hohenzollern gegen Journalisten – jedes Wort zählt[10]
- 2022: Medienpreis Mittelstand. (2. Platz) für Reich durch das eigene Start-up: So viel Geld verdient ein Aktien-Experte – lohnt sich das?[11]